# Mirosław Jutkiewicz
Mirosław Jutkiewicz (ur. 9 listopada 1935 w Nowogródku, zm. 14 września 2015) – polski działacz partyjny i państwowy, w latach 1975–1986 wicewojewoda gorzowski.

## Życiorys
Urodził się w Nowogródku, zamieszkał w Zielonej Górze. Został członkiem Stronnictwa Demokratycznego. Do 1975 zajmował stanowisko dyrektora Wydziału Komunalnego Urzędu Wojewódzkiego w Zielonej Górze. Następnie od 1 czerwca 1975 do 28 lutego 1986 pełnił funkcję wicewojewody gorzowskiego (początkowo kandydatem partii był Henryk Stawski), jednocześnie od 1975 do 1981 pozostawał wiceprzewodniczącym Wojewódzkiego Komitetu Stronnictwa Demokratycznego w Gorzowie Wielkopolskim. W latach 1976–1989 zajmował stanowisko pierwszego prezesa Gorzowskiego Towarzystwa Muzycznego, kierował także Zarządem Wojewódzkim Ligi Obrony Kraju.
Został pochowany 17 września 2015 na Cmentarzu Komunalnym w Gorzowie Wielkopolskim (44A/1/5).